# Cirkus Altenburg
Cirkus Altenburg var en svensk cirkus, grundad cirka 1880 av Lauritz Jakob Altenburg, född i Randers, Danmark den 30 mars 1846, död i Sibbhult den 14 mars 1933. Han bedrev även tivoliverksamhet, som under åren 1905-1925 kom ersätta cirkusen. Sonen Fritz Altenburg (1887-1968) fortsatte från 1925 i någon form, tills den äldre brodern Albert Altenburg (1884-1960) övertog ledningen och inriktade sig på cirkusverksamhet som varade till 1959. Albert Altenburg hade 1914 gift sig med Louise Werner. (Källa: Carina Renliden, Anbytarforum).
Fotografen Anders Hilding skriver på sin webbsida 'hildings bilder' om året 1959, sett från Landskronas horisont: "Ytterligare en epok gick i graven, Cirkus Altenburg. Cirkusen hade startat 1930 och i 29 år roade cirkusdirektör Albert Altenburg och hans Louise landets cirkusvänner med sin populära cirkus. Premiär var det alltid på hemmaplan i Landskrona. Redan 1959 upphörde cirkusen och i september 1960 avled Albert Altenburg. Några månader senare auktionerades resterna av Cirkus Altenburg bort." 
Webbsidan för Cirkus Brazil Jack berättar: "Cirkus Altenburg hade 1917-1924 Brazil Jack som meddirektör, detta sedan denne av ekonomiska skäl tvingats avveckla den egna verksamheten. Kompanjonskapet bröts på grund av osämja och Brazil Jack gick vidare mot nya äventyr, medan Albert utvecklade Cirkus Altenburg till Sveriges ledande och vackraste."